# Maniakis

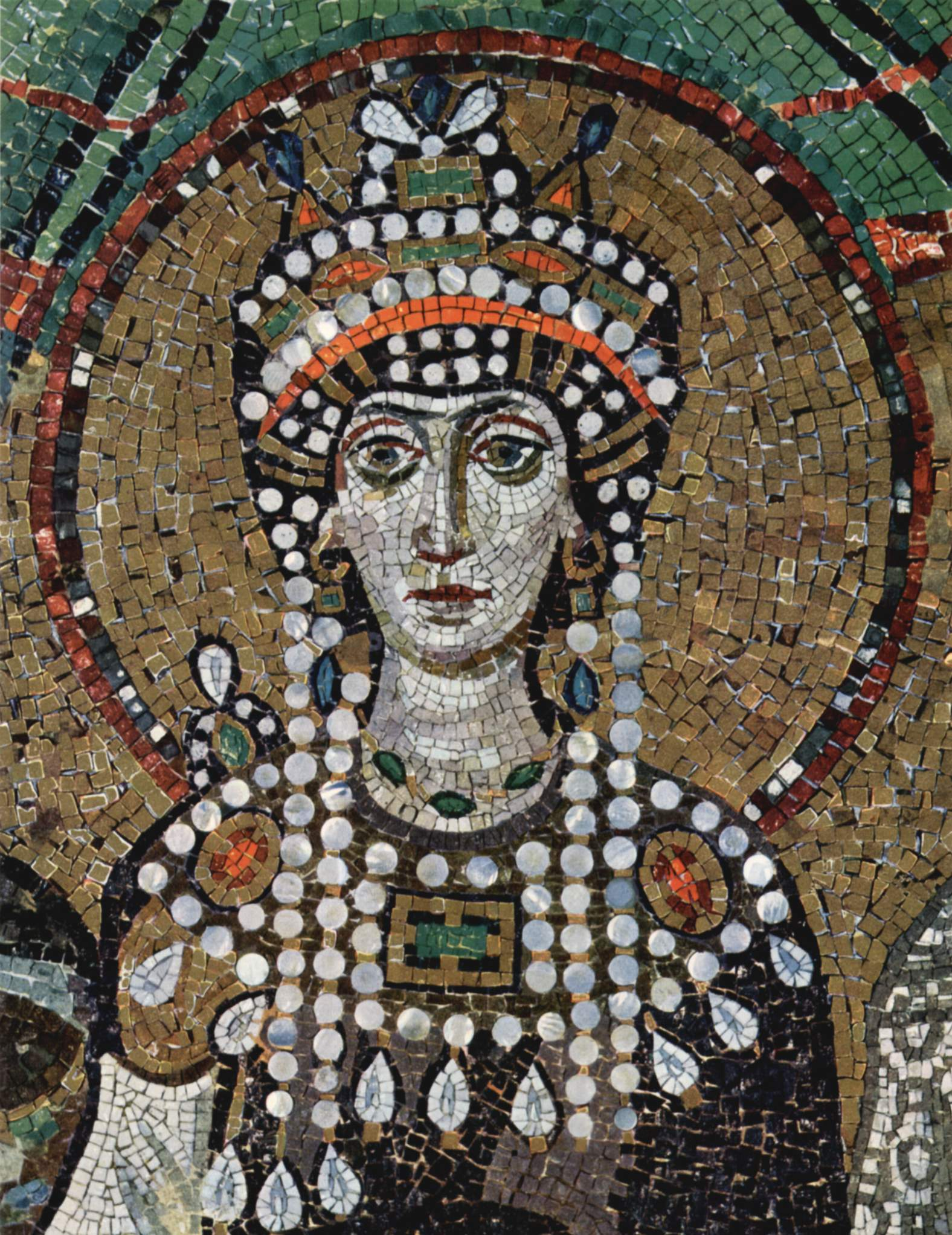
Emperatriz bizantina Teodora con un maniakis sobre sus hombros exuberantemente decorado con perlas y piedras preciosas. Sobre su cabeza porta una stemma o corona cerrada, de cuyos laterales caen las pendulia hechas también a base de perlas.

El Maniakis es una pieza parte de la indumentaria bizantina. Es una suerte de collar ancho y ricamente decorado en base de perlas, piedras preciosas y toda clase de detalles hechos en oro. Era comúnmente portado por las emperatrices y damas de la alta aristocracia bizantinas.